# 环沟格特蛤
环沟格特蛤（学名：Katelysis rimularis）为帘蛤科格特蛤属的动物。分布于印度洋、太平洋、日本、澳洲北部、菲律宾以及中国大陆的广东、海南等地，生活环境为海水，多见于浅海泥沙质海底以及潮间带泥沙中。